# Superfluidez

O superfluido escorre "superfície acima" para igualar o nível entre os dois recipientes ou escapar do mesmo se ele não estiver perfeitamente selado.

A superfluidez consiste num estado anômalo de líquidos, de natureza quântica, que se encontram sob uma temperatura muito baixa comportando-se como se não tivesse viscosidade e apresentando uma transmissão de calor anormalmente elevada. Este fenómeno foi observado pela primeira vez no hélio líquido e tem aplicações não só nas teorias acerca do hélio líquido como também na astrofísica e nas teorias da gravitação quântica.

## Histórico
Com o desenvolvimento das técnicas de resfriamento de gases, entre o século XIX e XX, tais como o processo Claude (resfriamento isentrópico) e o processo Linde (resfriamento isentálpico), pode-se obter, pela primeira vez na história, a liquefação dos outrora chamados gases permanentes.
Com o progresso da técnica, conseguiu-se mesmo o resfriamento do hidrogênio e do hélio abaixo dos seus pontos de ebulição.
A superfluidez, propriamente dita, foi descoberta por Pyotr Kapitsa, John F. Allen e Don Misener ao estudarem o hélio líquido em 1937.

## Propriedades especiais do Hélio
O hélio só termina a ebulição a 2,2 K e é quando se torna hélio-II (hélio superfluido), ficando com uma condutividade térmica aumentada em um milhão de vezes, além de se tornar um supercondutor. Sua viscosidade tende a zero, daí, se o líquido fosse colocado em um recipiente cúbico ele se espalharia por toda a superfície. Assim, o líquido pode fluir para cima, subindo pelas paredes do recipiente. Se a viscosidade é nula, a flexibilidade do material é inexistente e a propagação de ondas sobre o material ocorre sob velocidade infinita. O hélio apenas insinua as especulações de que outros materiais devidamente periodignosticados poderiam revelar que a informação pode viajar velocidades arbitrárias; colocando por terra muito do que se tem em termos de mudanças. Entre essas mudanças estão paradoxos da suposta relatividade entre gênios  da física moderna.

## Modelo teórico
Por ser um gás nobre, o hélio exibe pouca interação intermolecular. As interações que apresenta são as interações de Van der Waals. Como a intensidade relativa dessas forças é diminuta, e a massa dos dois isótopos do hélio é pequena, os efeitos quânticos, normalmente disfarçados sob a agitação térmica, começam a aparecer, restando o líquido num estado em que as partículas se comportam solidariamente, sob efeito de uma só função de onda. Nos dois líquidos em que se conhecem casos de superfluidez, ou seja, nos isótopos 3 e 4 do hélio, o primeiro é composto por férmions ao passo que o segundo é composto por bósons. Nos dois casos, a explicação necessita da existência de bósons. No caso do hélio-3, os férmions se agrupam aos pares, de modo semelhante ao que acontece na supercondutividade com os pares de Cooper, para formar bósons.

## Superfluidez na Astrofísica

O interior da Estrela de Nêutrons pode estar no estado Superfluido, mesmo em temperaturas relativamente altas

A ideia de superfluidos existirem dentro de estrelas de nêutrons foi proposta pelo físico russo Arkady Migdal em 1959. Fazendo uma analogia com os pares de Cooper que se formam dentro de supercondutores, é esperado que os prótons e nêutrons no núcleo de uma estrela de nêutrons a suficiente alta pressão e baixa temperatura comportem-se de maneira semelhante formando pares de Cooper e gerem os fenômenos de superfluidez e supercondutividade.
A existência desse fenômeno foi comprovada pela NASA em 2011 ao analisar a estrela de nêutrons deixada pela supernova Cassiopeia A.

## Vácuo Superfluido
A teoria do vácuo superfluido prevê o vácuo como sendo um superfluido. O objetivo dessa abordagem é ligar a mecânica quântica(descrevendo três das quatro forças fundamentais) à gravidade.